# La Faucheuse (roman)
 (novembre 2023).
La Faucheuse (titre original : Scythe) est un roman pour jeunes adultes de Neal Shusterman paru en 2016. Il est le premier tome de la trilogie La Faucheuse qui allie les genres de la science-fiction et du fantastique. La trilogie a été récompensée par le grand prix de l'Imaginaire 2020.

## Adaptation au cinéma
Une adaptation au cinéma est en préparation. Sera Gamble écrirait alors le script, cependant, le nouveau brouillon est écrit par Gary Dauberman.

## Résumé
Le récit se déroule en « MidAmérique », au milieu du troisième millénaire. Dans un monde où la maladie a été éradiquée grâce à la technologie, et un système informatique avancé connu sous le nom de « Thunderhead » contrôle la société. On ne peut plus alors mourir qu’en étant tué aléatoirement (« glané ») par un faucheur professionnel. Le Thunderhead est une forme d'intelligence artificielle qui ne fait pas d'erreurs et n'a pas de regrets. Cependant, le Thunderhead peut communiquer avec les autres et fait preuve d'une grande empathie. La Communauté des Faucheurs est une organisation distincte du Thunderhead chargée de choisir celles et ceux qui doivent mourir, car la surpopulation est restée un problème. Les faucheurs sont ceux qui « glanent » (ou tuent définitivement). Ils doivent tuer un certain nombre de personnes chaque mois et ont un quota à respecter. Le roman suit deux adolescents, Citra Terranova et Rowan Damisch. Recrutés par l’Honorable Maître Faraday qui va durant 12 mois les former au métier de faucheur. Bien qu’ils aient cette vocation en horreur, ils vont devoir apprendre l’art de tuer et comprendre en quoi cette mission est bel et bien une nécessité. Mais seul l’un des deux adolescents sera choisi comme apprenti à part entière. Lorsqu’il devient clair que la première tâche du vainqueur sera de glaner la vie du perdant, Citra et Rowan se retrouvent dressés l’un contre l’autre bien malgré eux...
Le récit commence par un extrait de journal de bord d’une faucheuse. Puis le récit se poursuit, entrecoupé par des pages du journal intime de plusieurs autres faucheurs en fonction des rebondissements relatés, afin d'éclairer les sentiments de tel ou tel faucheur.

## Personnages

### Personnages principaux
- Citra Terranova (Protagoniste) - va suivre au cours du livre l’apprentissage de Maître Faraday et de Dame Curie. Personnage important et qui va ébranler la structure même de la Communauté par ses manières et son tempérament. Elle prendra par la suite, le nom de Dame Anastasia, en référence à la princesse Russe.
- Rowan Damisch (Protagoniste) - va suivre l’apprentissage de Maître Faraday et de Maître Goddard. Un jeune homme plein de douceur qui va alors laisser place à un incroyable tueur par Maître Goddard. Il deviendra Maître Lucifer.
- Maître Michael Faraday - celui qui va être à l’origine de l’apprentissage de Citra et de Rowan.
- Maître Robert Goddard - celui qui va, au cours du livre, devenir le nouveau maître de Rowan. Un personnage très cruel qui va être à l’origine de nombreuses aventures. Connu comme étant un tueur sans pitié et le leader du Nouvel Ordre.
- Dame Curie alias la Marquise de la Mort - va prendre la charge de guider Citra dans son apprentissage. Elle deviendra une amie chère à celle-ci et une personne digne de confiance sur laquelle s’appuyer.

### Personnages secondaires
- Maître Volta : membre de l’équipe de Maître Goddard. Derrière ses airs détachés, celui-ci est très sensible et souffre des actions qu’il entreprendra au côté de Goddard. Il restera, cependant, un élément indispensable et surtout celui d’un confident pour Rowan tout au long de son apprentissage.
- Maître Chomsky : membre de l’équipe de Maître Goddard, spécialisé dans les glanages en rapport avec le feu.
- Dame Rand : membre de l’équipe de Maître Goddard, ne possède pas un rôle très important au sein du premier tome mais joue une figure clé au cours du second.
- Esme (Esmeralda) : fille cachée de Xénocrate.
- La Serpe Ultime Xénocrate : le faucheur ayant la place la plus haut placée en MidAmérique.

## Résumé
« Tu tueras.
Tu tueras sans aucun parti pris, sans sectarisme et sans préméditation.
Tu accorderas une année d’immunité à la famille de ceux qui ont accepté ta venue.
Tu tueras la famille de ceux qui t’ont résisté. »

L'histoire suit deux adolescents, Citra Terranova et Rowan Damisch, l’Honorable Maître Faraday les choisit en tant qu’apprenti pour leur déterminisme et surtout leur compassion envers les autres. Au début du roman, Maître Faraday rencontre Rowan et Citra, impressionné par ceux-là, leur propose à tous les deux un apprentissage contre l’immunité éternel de leurs familles respectives, Cependant, il leur explique qu'un seul d'entre eux pourra obtenir le titre de faucheurs et que l’autre, malgré 1 année d’apprentissage, pourra retourner vaquer à ses occupations passé. Rowan et Citra acceptent son offre, bien qu'à contrecœur. Ils vont alors vivre avec Maître Faraday et découvrir le métier de faucheur sous tous ses angles. Pendant leur apprentissage, les deux développeront des sentiments amoureux l'un envers l'autre, mais seront contraint de les supprimer, car il est alors interdit aux faucheurs d'avoir des relations amoureuses.

## Représentation de la mort
Le personnage principal que représente les faucheurs est avant tout, le symbole de la mort.  
La personnification de la mort en tant qu'entité vivante, consciente et sensible, est liée à l'idée de la mort et à son poids historique et philosophique considérable. 
Alors basé sur le modèle du mythe de la Mort selon différentes cultures, elle serai souvent représentée sous forme d'un squelette (ou d'un corps squelettique présentant quelques rares lambeaux de peau sur certains os), parfois vêtue d'un grand manteau noir à capuche et d'une cape.
La faucheuse de Neal Shusterman est alors basée sur l’esthétique du folklore occidental moderne. La Mort serait généralement représentée comme un squelette portant une robe, une toge noire avec capuche, et éventuellement avec une grande faux. Elle aurait alors comme rôle de rendre visite aux personnes pour leur annoncer leur mort, c'est-à-dire symboliquement leur faucher la vie. D'origine italienne, ce symbole était courant au Moyen Âge et encore présent dans les peintures de la Renaissance, comme dans les œuvres du peintre Pieter Bruegel l'Ancien (Le Triomphe de la Mort, 1562). La Mort est alors connue sous le nom de « la Grande Faucheuse » ou tout simplement « la Faucheuse ». 
Plusieurs grandes œuvres ont alors représenté ce personnage telles que La grande faucheuse, tableau de Nikolai A. Tarkhov ou dans divers genres tels que les bandes dessinées, au cinéma… 
La couverture même du livre représente un faucheur vêtu d’une cape et d’une faux le surplombant.  